# Shishi (sockenhuvudort i Kina, Jiangxi Sheng, lat 28,50, long 117,97)
Shishi (kinesiska: 石狮) är en sockenhuvudort i Kina. Den ligger i provinsen Jiangxi, i den sydöstra delen av landet, omkring 200 kilometer öster om provinshuvudstaden Nanchang. Antalet invånare är 19 839. Befolkningen består av 9 885 kvinnor och 9 954 män. Barn under 15 år utgör 23,0 %, vuxna 15-64 år 69 %, och äldre över 65 år 6,0 %.
Runt Shishi är det tätbefolkat, med 511 invånare per kvadratkilometer. Närmaste större samhälle är Shangrao, 5,4 km söder om Shishi. Trakten runt Shishi består till största delen av jordbruksmark.
Genomsnittlig årsnederbörd är 2 682 millimeter. Den regnigaste månaden är juni, med i genomsnitt 514 mm nederbörd, och den torraste är oktober, med 39 mm nederbörd.